# Нанива (крейсер)
«Нанива» — японский бронепалубный крейсер 2-го класса, одноименного типа, участвовавший в японо-китайской войне и русско-японской войне 1904—1905 годов (Нанива — старое название префектуры Осака в Японии).
Заложен в Уолкере на верфи Армстронга 27 марта 1884 года, спущен на воду 18 марта 1885 года, вступил в строй 1 декабря 1885 года. По этому проекту построено 2 корабля: «Нанива» и «Такачихо»

## Тактико-технические характеристики
Водоизмещение 3 650 т, мощность трёхвальной паровой машины тройного расширения 7 500 л. с. (6 огнетрубных котлов), скорость хода 18,7 узла. Длина между перпендикулярами 93,5 м, ширина 14 м, осадка 5,65 м. Дальность плавания 10 000 миль (10-узловым ходом), запас угля 350 т (максимальный — 800 т).
Бронирование (броня-компаунд): палуба 51-76 мм, щиты орудий 38 мм, боевая рубка 51 мм.
Вооружение
- (на 1894): 2 — 259-мм, 6 — 152-мм (устаревшего типа), 12 — малокалиберных скорострельных орудий;
- (по состоянию на начало 1904): 8 — 152-мм/L40, 2 — 57-мм, 2 пулемёта, 4 надводных торпедных аппарата.

Экипаж: 365 офицеров и матросов.

## История службы

### Японо-китайская война
25 июля 1894 года у Асана «Нанива» сделал первый выстрел в японо-китайской войне по китайскому крейсеру «Цзиюань» (командиром японского крейсера в это время был капитан 1-го ранга Хэйхатиро Того). Согласно японской версии, «Цзиюань» выпустил в «Наниву» торпеду, которая не взорвалась. 25 июля «Нанива» потопила британский пароход «Коушинг», зафрахтованный китайским правительством для перевозки войск в Корею. 17 сентября 1894 крейсер отличился в бою у устья реки Ялу.

### Русско-японская война
К 1903 году перевооружили на скорострельные 152-мм орудия в палубных щитовых установках, барбеты были демонтированы. К началу войны вооружение крейсера составляло восемь 152-мм орудий, две 57-мм пушки, два пулемета и четыре 356-мм надводных торпедных аппарата.
Во время русско-японской войны (командир крейсера — капитан 1-го ранга К. Вада) являлся флагманским кораблём 4-го боевого отряда 2-й эскадры (командир отряда — контр-адмирал С. Уриу, командующий эскадрой — вице-адмирал Х. Камимура). 9 февраля 1904 года во главе отряда (усиленного броненосным крейсером «Асама») вёл бой в Чемульпо с «Варягом» и «Корейцем».
13 августа 1904 года крейсер участвовал в бою в Корейском проливе с русскими крейсерами Владивостокского отряда (в этом бою погиб броненосный крейсер «Рюрик»).
27-28 мая 1905 года «Нанива» принимал участие в Цусимском сражении.

### Завершение службы
С 1907 года — минный заградитель. 26 июня 1912 года разбился на камнях у острова Уруп. 18 июля 1912 года спасательные работы были прекращены, после чего крейсер окончательно затонул. 5 августа 1912 года исключён из списков флота.

## Командиры корабля
- капитан 1-го ранга Цунода Хидэмацу (Tsunoda, Hidematsu) — с 15 мая 1889 года по 17 июня 1891 года[2].
- капитан 1-го ранга Того Хэйхатиро (Togo, Heihachiro) — с 14 декабря 1891 года по 23 апреля 1894 года[2]
- капитан 1-го ранга Того Хэйхатиро (Togo, Heihachiro) — с 8 июня 1894 года по 16 февраля 1895 года[2].
- капитан 1-го ранга Ито Сакэюки (伊東　祐亨) — с 23 апреля 1885 года по 15 июня 1886 года[2].
- капитан 1-го ранга Араи Арицура (新井　有貫) — с 17 июня 1891 года по 14 января 1891 года[2].
- капитан 1-го ранга Катаока, Ситиро (Kataoka, Shichiro) — с 16 февраля по 27 декабря 1895 год[3].
- капитан 1-го ранга Куроока Татэваки (Kurooka, Tatewaki) — с 27 декабря 1895 года по 27 декабря 1897 года[2].
- капитан 1-го ранга Кано Юносин (Kano, Yunoshin) — с 27 декабря 1897 года по 22 января 1898 года[4].
- капитан 1-го ранга Эндо Китаро (Endo, Kitaro) — с 23 января по 1 марта 1898 года[4].
- капитан 1-го ранга Хасимото Масааки (Hashimoto, Masaaki) — с 1 марта по 23 мая 1898 года[4].
- капитан 1-го ранга Мису Сотаро (Misu, Sotaro) — с 23 мая по 3 декабря 1898 года[4].
- капитан 1-го ранга Сайто Коси (Saito, Koshi) — с 25 сентября 1900 года по 6 декабря 1900 года[5].
- капитан 1-го ранга Ясухара Киндзи (Yasuhara, Kinji) — с 6 декабря 1900 года по 6 июля 1901 года[4].
- капитан 1-го ранга Ёсимацу Мотаро (Yoshimatsu, Motaro) — с 6 июля по 10 сентября 1901 года[5].
- капитан 1-го ранга Номото Цунаакира (Nomoto, Tsunaakira) — с 10 сентября 1901 года по 6 октября 1902 года[5].
- капитан 1-го ранга Идзити Суэтака (Ijichi, Suetaka) — с 6 октября 1902 года по 26 сентября 1903 года[5].
- капитан 1-го ранга Вада Кэнсукэ (Wada, Kensuke) — с 15 октября 1903 года по 14 июня 1905 года[6].
- капитан 1-го ранга Хиросэ Кацухико (Hirose, Katsuhiko) — с 14 июня по 31 августа 1905 года[7].
- капитан 1-го ранга Сэндо Такэтэру (Sendo, Taketeru) — с 31 августа по 12 декабря 1905 года[7].
- капитан 1-го ранга Юсида Дзюдзабуро (Ushida, Juzaburo) — с 12 декабря 1905 года по 29 декабря 1905 года[8].
- капитан 1-го ранга Камидзуми Токуя (Kamiizumi, Tokuya) — c 29 декабря 1905 года по 24 января 1906 года[8].
- капитан 1-го ранга Кубота Хикосити (Kubota, Hikoshichi) — с 24 декабря 1906 года по 28 августа 1908 года[9].
- капитан 1-го ранга Хара Сэйго (Hara, Seigo) — с 1 декабря 1910 года по 1 декабря 1911 года[10].